# Franciszek Rost

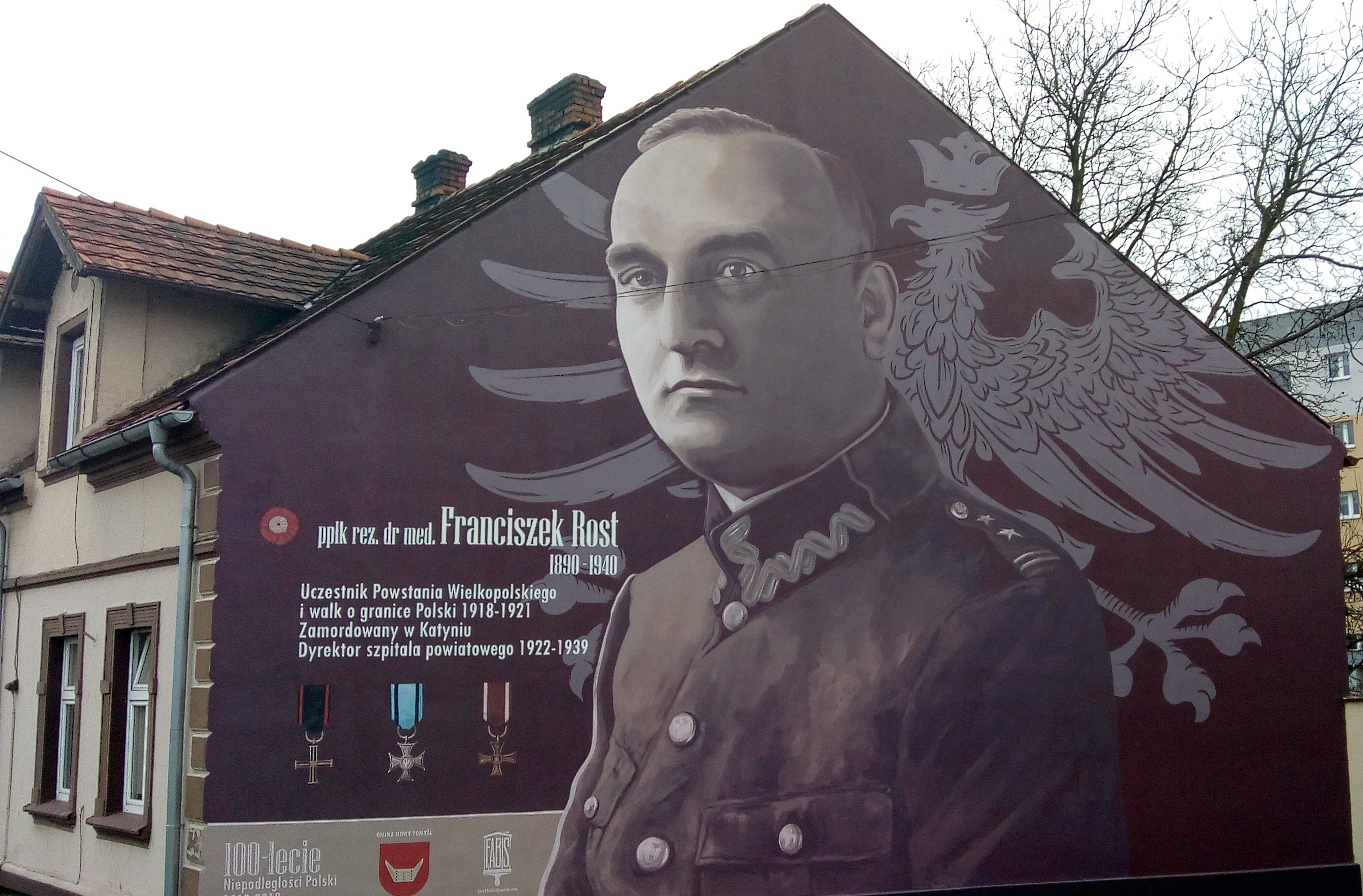
Franciszek Rost - mural w Nowym Tomyślu

Franciszek Ksawery Rost (ur. 5 listopada 1890 w Wielichowie, zm. w kwietniu 1940 w Katyniu) – major lekarz Wojska Polskiego, doktor medycyny, powstaniec wielkopolski i uczestnik wojny polsko-bolszewickiej, ofiara zbrodni katyńskiej.

## Życiorys
Syn Hieronima i Józefy z Góreckich. Szkołę podstawową ukończył w rodzinnym Wielichowie, a gimnazjum humanistyczne w Gnieźnie. Już jako gimnazjalista i student działał w polskich organizacjach narodowych w zaborze pruskim. W latach 1911–1914 studiował na wydziałach lekarskich na uniwersytetach: w Berlinie, Strasburgu i Lipsku. Od sierpnia 1914 zmobilizowany do armii niemieckiej. W latach 1914–1918 służył jako lekarz-chirurg w niemieckim szpitalu polowym.
Od 5 stycznia 1919 włączył się do powstania wielkopolskiego, tworząc od podstaw służbę sanitarną w powstańczej kompanii wielichowskiej i szpital powstańczy w Rakoniewicach. Po 29 stycznia 1919 walczył na froncie północnym powstania wielkopolskiego, pod Szubinem, Rynarzewem, Kcynią i Żninem. Był także przedstawicielem polskiej strony w negocjacjach dotyczących poddania przez Niemców Wolsztyna. Po 11 listopada 1919 służył w 10 pułku strzelców wielkopolskich (późniejszy 68 pułk piechoty) na froncie wschodnim m.in. w okolicach Mołodeczna.
Szczególnie zasłużył się 8 lipca 1920 "na odcinku Dubonory - Puszcza Łabunie, gdzie opatrywał rannych na polu bitwy pod silnym ostrzałem km-ów". Za tę postawę został odznaczony Orderem Virtuti Militari.
24 września 1920 został zatwierdzony z dniem 1 kwietnia 1920 w stopniu kapitana lekarza, w Korpusie Lekarskim, w grupie oficerów byłej armii niemieckiej. W wyniku trudów wojennych i osłabienia organizmu zachorował ciężko na tyfus plamisty. Po powrocie do zdrowia ponownie wrócił na front, a następnie skierowano go w listopadzie 1920 do pracy w 708 szpitalu polowym w ramach 17 DP. Tam pełnił służbę jako dowódca szpitala, później też zastępca szefa sanitarnego. 1 maja 1921 został przeniesiony do rezerwy. Pracował w klinice w Poznaniu.
Od 1 kwietnia 1922 do wybuchu II wojny światowej był dyrektorem szpitala powiatowego w Nowym Tomyślu. W dniu 24 maja 1935 obronił doktorat z medycyny na Uniwersytecie Poznańskim. Na stopień majora został mianowany ze starszeństwem z 19 marca 1939 i 25. lokatą w korpusie oficerów rezerwy zdrowia, grupa lekarzy.
We wrześniu 1939 ewakuowany wraz z 7 Szpitalem Okręgowym z Poznania na wschód, dostał się w bliżej nieznanych okolicznościach do niewoli radzieckiej. Przebywał w obozie w Kozielsku, zamordowany strzałem w tył głowy w Katyniu.
5 października 2007 Minister Obrony Narodowej Aleksander Szczygło mianował go pośmiertnie na stopień podpułkownika. Awans został ogłoszony 9 listopada 2007, w Warszawie, w trakcie uroczystości „Katyń Pamiętamy – Uczcijmy Pamięć Bohaterów”.

## Życie prywatne
Z małżeństwa ze Stefanią Malatyńską miał dwie córki: Barbarę i Danutę. Podczas wojny żona wraz z córkami została wysiedlona do Kraśnika. W katastrofie kolejowej 30 marca 1944 r. pod Zemborzycami zginęła Stefania Rost z córką Danutą. Barbara została ranna. Wnukiem dr. Franciszka Rosta jest poznański fizyk – profesor dr hab. Roman Świetlik.

## Upamiętnienie
Przy ulicy 3 Stycznia w Nowym Tomyślu znajduje się poświęcony mu mural.

## Ordery i odznaczenia
- Krzyż Srebrny Orderu Virtuti Militari[3]
- Krzyż Walecznych[3]
- Medal Niepodległości (25 lutego 1932)[8]
- Srebrny Krzyż Zasługi (22 maja 1937)[9]